# Microleon longipalpis
Microleon longipalpis är en fjärilsart som beskrevs av Butler 1885. Microleon longipalpis ingår i släktet Microleon och familjen snigelspinnare. Inga underarter finns listade i Catalogue of Life.